# Saxicola tectes
Saxicola tectes е вид птица от семейство Muscicapidae.

## Разпространение
Видът е разпространен в Реюнион.